# 164 Ева
164 Ева (лат. 164 Eva) је астероид главног астероидног појаса са пречником од приближно 104,87 km.
Афел астероида је на удаљености од 3,541 астрономских јединица (АЈ) од Сунца, а перихел на 1,723 АЈ.
Ексцентрицитет орбите износи 0,345, инклинација (нагиб) орбите у односу на раван еклиптике 24,471 степени, а орбитални период износи 1559,964 дана (4,270 године).
Апсолутна магнитуда астероида је 8,89 а геометријски албедо 0,044.
Астероид је откривен 12. јула 1876. године.